# روبرت أتكينسون ديفيس
روبرت أتكينسون ديفيس هو سياسي كندي، ولد في 9 مارس 1841، وتوفي في 7 يناير 1903 بفينيكس في الولايات المتحدة بسبب التهاب الكلى. انتخب member of the Legislative Assembly of Manitoba ‏ (23 ديسمبر 1874 – 18 ديسمبر 1878) وانتخب member of the Legislative Assembly of Manitoba ‏ (1 أبريل 1874 – 23 ديسمبر 1874) وانتخب Premier of Manitoba ‏ (3 ديسمبر 1874 – 16 أكتوبر 1878).